# Kaly
Kaly (en allemand : Kally, auparavant Gally) est une commune du district de Brno-Campagne, dans la région de Moravie-du-Sud, en République tchèque. Sa population s'élevait à 283 habitants en 2020.

## Géographie
Kaly se trouve à 7 km au nord-ouest de Tišnov, à 28 km au nord-ouest de Brno et à 159 km au sud-est de Prague.
La commune est limitée par Borač au nord et au nord-est, par Štěpánovice à l'est, par Dolní Loučky au sud, et par Horní Loučky et Pernštejnské Jestřabí à l'ouest.

## Histoire
La première mention écrite de la localité date de 1386.

## Administration
La commune de se compose de deux quartiers :
- Kaly
- Zahrada